# Mark Jhalu
Mark Jhalu (* 4. Oktober 1994) ist ein guyanischer Leichtathlet, der sich auf den Hochsprung spezialisiert hat.

## Sportliche Laufbahn
Erste internationale Erfahrungen sammelte Mark Jhalu im Jahr 2021, als er bei den Südamerikameisterschaften in Guayaquil mit übersprungenen 2,11 m den sechsten Platz belegte.
2019 wurde Jhalu guyanischer Meister im Hochsprung.